# Phan Ngọc Tường
Phan Ngọc Tường (1929 - 1997) là một nhà cách mạng và chính khách Việt Nam. Ông từng là Bộ trưởng Bộ Xây dựng, Bộ trưởng, Trưởng ban Tổ chức Cán bộ Chính phủ Việt Nam.
Ông sinh ngày 12/2/1929 tại Đồng Phú, thành phố Đồng Hới, tỉnh Quảng Bình.
Năm 16 tuổi, ông đã tham gia phong trào thanh niên cứu quốc tại Nhà máy Nhiệt điện Đồng Hới - Quảng Bình và được đứng trong hàng ngũ của Đảng lúc 19 tuổi.

## Công tác trong ngành xây dựng.
Năm 1963 – 1969 ông làm Chủ nhiệm Liên hiệp các xí nghiệp Thi công cơ giới 
Trong những năm đầu thập niên 80 ông làm Thứ trưởng Bộ Xây dựng kiêm Tổng Giám đốc Tổng công ty Xây dựng thủy điện Hòa Bình.
Ông là Ủy viên dự khuyết Ban Chấp hành Trung ương Đảng Cộng sản Việt Nam khóa V, Ủy viên Ban Chấp hành Trung ương Đảng Cộng sản Việt Nam khóa VI, VII
Từ tháng 5/1982 đến tháng 9/1989, ông được cử giữ chức Bộ trưởng Bộ Xây dựng .
Từ tháng 10/1989 đến tháng 10/1996, ông được cử giữ chức Bộ trưởng, Trưởng ban Tổ chức cán bộ Chính phủ (nay là Bộ Nội vụ).
Với trách nhiệm công tác của mình, ông Phan Ngọc Tường luôn phát huy vai trò người đứng đầu ngành, là tấm gương mẫu mực về tinh thần lao động, cống hiến đầy tâm huyết, được cán bộ, công chức, viên chức trong cơ quan trân trong, học tập noi theo.
Với những đóng góp tích cực vào sự nghiệp đấu tranh giải phóng dân tộc và xây dựng đất nước, ông đã được tặng thưởng Huân chương Độc lập hạng nhất, nhiều huy chương các loại và Huy hiệu 40 năm tuổi Đảng.

## Gia đình
Vợ ông là bà Lê Thị Xuân Mỹ. Con gái của ông là Phan Thị Mỹ Linh sinh năm 1959, từng giữ chức Thứ trưởng Bộ Xây dựng Việt Nam.